# Fenouillet, Pyrénées-Orientales
Fenouillet (în catalană Fenollet) este o comună în departamentul Pyrénées-Orientales din sudul Franței. În 2009 avea o populație de 88 de locuitori.

## Evoluția populației
| An        | 1975 | 1982 | 1990 | 1999 | 2006 | 2009 |
| --------- | ---- | ---- | ---- | ---- | ---- | ---- |
| Populație | 45   | 67   | 76   | 66   | 82   | 88   |